# Muzej podvodnih dejavnosti Piran
Muzej podvodnih dejavnosti Piran je muzej v Piranu, ki z muzejsko zbirko predstavlja nekakšen spomenik pionirjem slovenskega športnega, delovnega in vojaškega potapljanja. 

## Lokacija
Muzej se nahaja na Župančičevi ulici 24 oz. Ulici Ljudevita Kuščerja v Piranu.

## Ureditev
Prikazane so tehnike in pripomočki za potapljanje oziroma podvodne dejavnosti od njegovih začetkov do danes. Prikazani so prvi starodavni skafandri in podvodne obleke, ki so se uporabljale na Slovenskem, tlačilke za zrak ter regulatorji pritiska stisnjenega zraka, od katerih je eden iz leta 1880. Morda je edini tak še ohranjen na svetu. Tu je zbrana najrazličnejša druga stara potapljaška oprema za delovne, športne, vojaške in reševalne potope. Zbirka obiskovalca vodi skozi čas delovanja različnih vojnih mornaric na Jadranu in ob tem postavlja slovenske potapljače na njihovo zasluženo priznano mesto. Večina slovenskih profesionalnih potapljačev se je namreč svojega poklica izučila v vojnih mornaricah, saj so se na območju Jadrana v novejši zgodovini zvrstile Avstro-ogrska cesarsko kraljeva mornarica, Mornarica Kraljevine Jugoslavije, Italijanska Kraljeva mornarica, Kriegsmarine, Jugoslovanska vojna mornarica in Italijanska vojaška mornarica. V njih so kot delovni potapljači služili tudi Slovenci, ki so se tam izučili dejavnosti in nato prinesli različne šole, prakse in osebne izkušnje.

## Znane osebnosti
- Ljudevit Kuščer (1891 - 1944), biolog, jamar, konstruktor potapljaške opreme